# Bałtycki Terminal Kontenerowy
BCT - Bałtycki Terminal Kontenerowy (ang. Baltic Container Terminal) – terminal kontenerowy zlokalizowany w Porcie Gdynia.
Budowę terminalu rozpoczęto w 1976 i został on zlokalizowany na obszarze tzw. portu zachodniego w Gdyni. 29 października 1979 terminal obsłużył pierwszy statek – RORO MS Baltic Eagle, pływający dla serwisu Polanglia. Pod koniec lat dziewięćdziesiątych terminal osiągnął zdolność przeładunkową 250 tys. TEU.
W maju 2003 roku spółkę BCT-Bałtycki Terminal Kontenerowy kupiła filipińska korporacja ICTSI.
22 marca 2022 roku do BCT przypłynął kontenerowiec MSC GAIA, który był jednocześnie najdłuższym i najbardziej pojemnym statkiem (366 metrów długości, 13 798 TEU) jaki kiedykolwiek zawinął do portu Gdynia.

## Dane terminala[2][3]
- Długość linii nabrzeża:
  - Helskie I: 792 m
- Głębokość nabrzeża – 12,7m
- Ilość suwnic nabrzeżowych – 5 szt.
- Ilość suwnic placowych – 18 szt.
- Ilość suwnic kolejowych – 2 szt.
- Maksymalna roczna zdolność przeładunkowa – 1,2 mln TEU
- Powierzchnia składowa – 20 tys. TEU
- Powierzchnia całkowita terminala – 66,2 ha
- Ilość bocznic kolejowych – 11

Dane suwnic STS (producent ZPMC):
- Udźwig: do 60 t na wysokość 36 m

- Wysokość: 70 m
- Wysięg: 52 m

## Przeładunki
| Przeładunki kontenerów [TEU] | Przeładunki kontenerów [TEU] | Przeładunki kontenerów [TEU] | Przeładunki kontenerów [TEU] | Przeładunki kontenerów [TEU] | Przeładunki kontenerów [TEU] |
| ---------------------------- | ---------------------------- | ---------------------------- | ---------------------------- | ---------------------------- | ---------------------------- |
|                              |                              | 2010                         | 281 142                      | 2020                         | 503 500                      |
|                              |                              | 2011                         | 361 856                      | 2021                         | 573 784                      |
|                              |                              | 2012                         | 408 722                      | 2022                         | 538 576                      |
|                              |                              | 2013                         | 394 478                      | 2023                         | 528 303                      |
|                              |                              | 2014                         | 475 275                      | 2024                         | 560 918                      |
|                              |                              | 2015                         | 354 992                      | 2025                         |                              |
|                              |                              | 2016                         | 318 817                      | 2026                         |                              |
| 2007                         | 493 860                      | 2017                         | 363 462                      | 2027                         |                              |
| 2008                         | 440 591                      | 2018                         | 411 655                      | 2028                         |                              |
| 2009                         | 226 742                      | 2019                         | 511 976                      | 2029                         |                              |

## Zdjęcia
|  |  |